# Peltodon radicans
Peltodon radicans là một loài thực vật có hoa trong họ Hoa môi. Loài này được Pohl mô tả khoa học đầu tiên năm 1827.